# Acalypha cupricola
Acalypha cupricola là một loài thực vật có hoa trong họ Đại kích. Loài này được Robyns ex G.A.Levin mô tả khoa học đầu tiên năm 2007.